# Südliches Versener Moor
Das Südliche Versener Moor ist ein Naturschutzgebiet in der niedersächsischen Stadt Meppen im Landkreis Emsland.
Das Naturschutzgebiet mit dem Kennzeichen NSG WE 234 ist 100 Hektar groß. Es liegt nordwestlich von Meppen im Internationalen Naturpark Bourtanger Moor-Bargerveen und ist Bestandteil des Bourtanger Moores. Im Osten grenzt das Naturschutzgebiet direkt an die A 31, durch die ein Teil der Moorfläche überbaut wurde.
Nördlich schließt sich das Naturschutzgebiet „Wesuweer Moor“, nordöstlich das Naturschutzgebiet „Versener Heidesee“ an.
Das Naturschutzgebiet stellt ein größtenteils industriell abgetorftes Hochmoorgebiet unter Schutz. Lediglich sechs Hektar im Osten des Gebietes stellen nicht abgetorftes Hochmoor dar. Das Gebiet soll durch Wiedervernässung renaturiert werden.
Das Gebiet wird über diverse Gräben zum Wesuwer Schloot entwässert, das südöstlich von Wesuwe in die Ems mündet.
Das Gebiet steht seit dem 26. Februar 1999 unter Naturschutz. Zuständige untere Naturschutzbehörde ist der Landkreis Emsland.